# Nicholas Green
Nicholas „Nick“ David Green OAM (* 4. Oktober 1967 in Melbourne) ist ein ehemaliger australischer Ruderer.
Green nahm an den Olympischen Spielen 1992 in Barcelona und 1996 in Atlanta jeweils im Vierer ohne Steuermann teil und konnte bei beiden Spielen die Goldmedaille holen. Bei seinen ersten Olympischen Spielen 1992 gewann er zusammen mit Andrew Cooper, Michael McKay und James Tomkins und vier Jahre später mit Drew Ginn und erneut James Tomkins und Michael McKay.